# Centaurea ucriae
Il fiordaliso delle scogliere di Ucria (Centaurea ucriae Lacaita, 1915), un endemica della Sicilia, è una pianta erbacea, angiosperma dicotiledone, appartenente alla famiglia delle Asteraceae.

## Etimologia
Il nome generico (Centaurea) deriva dal Centauro Chirone. Nella mitologia greca si racconta che Chirone, ferito ad un piede, guarì medicandosi con una pianta di fiordaliso. L'epiteto specifico di questa pianta ( jacea ) deriva dal vocabolo greco ”yakinthus” (= Giacinto) e si riferisce al colore della corolla simile a quella dei giacinti. Il nome della specie è un omaggio alla memoria del botanico siciliano Bernardino da Ucria.

## Descrizione
È una pianta perenne, camefita suffruticosa, alta da 50 a 100 cm.

Il fusto è legnoso e ramificato, con foglie laciniate e tomentose. I fiori sono riuniti in infiorescenze a corimbo con capolino rosso-purpureo, a fioritura tardo-primaverile. I frutti sono acheni di 4–5 mm con pappo di 2 mm.
Formula fiorale: 
- /x K {\displaystyle \infty }, [C (5), A (5)], G 2 (infero), achenio

## Biologia
- Impollinazione: l'impollinazione avviene tramite insetti (impollinazione entomogama tramite farfalle diurne e notturne).
- Riproduzione: la fecondazione avviene fondamentalmente tramite l'impollinazione dei fiori (vedi sopra).
- Dispersione: i semi (gli acheni) cadendo a terra sono successivamente dispersi soprattutto da insetti tipo formiche (disseminazione mirmecoria). In questo tipo di piante avviene anche un altro tipo di dispersione: zoocoria. Infatti gli uncini delle brattee dell'involucro si agganciano ai peli degli animali di passaggio disperdendo così anche su lunghe distanze i semi della pianta.

## Distribuzione e habitat
È un endemismo della Sicilia occidentale, segnalato in passato in numerose stazioni tra cui Monte Cofano, Monte Pellegrino, Capo Gallo e le isole Egadi.
Predilige le rupi calcaree.

## Tassonomia
La famiglia di appartenenza di questa voce (Asteraceae o Compositae, nomen conservandum) probabilmente originaria del Sud America, è la più numerosa del mondo vegetale, comprende oltre 23.000 specie distribuite su 1.535 generi, oppure 22.750 specie e 1.530 generi secondo altre fonti (una delle checklist più aggiornata elenca fino a 1.679 generi). La famiglia attualmente (2021) è divisa in 16 sottofamiglie.
La tribù Cardueae (della sottofamiglia Carduoideae) a sua volta è suddivisa in 12 sottotribù (la sottotribù Centaureinae è una di queste).
Il genere Centaurea elenca oltre 700 specie distribuite in tutto il mondo, delle quali un centinaio sono presenti spontaneamente sul territorio italiano.

### Filogenesi
La classificazione della sottotribù rimane ancora problematica e piena di incertezze. Il genere di questa voce è inserito nel gruppo tassonomico informale Centaurea Group formato dal solo genere Centaurea. La posizione filogenetica di questo gruppo nell'ambito della sottotribù è definita come il "core" della sottotribù; ossia è stato l'ultimo gruppo a divergere intorno ai 10 milioni di anni fa.
La posizione tassonomica di questa specie è incerta. Di seguito sono indicate le varie posizioni tassonomiche secondo alcune checklist botaniche.
- Sinonimo di Centaurea panormitana subsp. ucriae (Lacaita) Greuter
- Sinonimo di Centaurea panormitana Lojac.

Secondo la pubblicazione "An annotated checklist of the Italian Vascular Flora" (2005) il nominativo Centaurea ucriae Lacaita è valido e comprende tre sottospecie (subsp. todari (Lacaita) Cela Renzoni & Viegi, subsp. umbrosa (Lacaita) Cela Renzoni & Viegi e subsp. ucriae).